# ピーター・ベアズリー
ピーター・アンドリュー・ベアズリー MBE（Peter Andrew Beardsley MBE, 1961年1月18日 - ）は、イングランド・ノーサンバーランド州ヘキサム出身の元サッカー選手、現サッカー指導者。イングランド代表であった。現役時代のポジションはフォワード・ミッドフィールダー。現在はニューカッスル・ユナイテッドFCのリザーブチーム監督を務めている。
ニューカッスル・ユナイテッドFC、リヴァプールFC、エヴァートンFC在籍時の活躍で知られ、カーライル・ユナイテッドFC、マンチェスター・ユナイテッドFC、ボルトン・ワンダラーズFC、マンチェスター・シティFC、フラムFC、ハートリプール・ユナイテッドFC、カナダのバンクーバー・ホワイトキャップス、オーストラリアのメルボルン・ナイツFCなどでもプレーした。1986年から1996年にはイングランド代表として59試合に出場し、1試合ではキャプテンを務めた。1999年に現役引退して指導者の道に進み、長らくニューカッスル・Uのリザーブチーム監督を務めているほか、2010年にはトップチームの暫定監督を務めた。

## 選手経歴

### クラブ

#### 初期の経歴
イングランド・ノーサンバーランドのヘキサムに生まれ、ノース・タインサイドにある著名なウォールセンド・ボーイズ・クラブの下部組織に入団した。しかし、十代の頃に地元のニューカッスル・ユナイテッドFCの下部組織に移り、1978年にカーライル・ユナイテッドFCからプロデビューした。カーライルではリーグ戦104試合に出場して22得点を挙げ、1981-82シーズン終了後のセカンドディヴィジョン（2部）昇格を助けた。1982年9月9日、カナダのバンクーバー・ホワイトキャップス（現存するクラブとは別組織である）に移籍したが、北米での挑戦は短期間に終わった。カナダに到着してからわずか1週間後、移籍金25万ポンドでロン・アトキンソン監督が率いるマンチェスター・ユナイテッドFCと契約し、イングランドに舞い戻った。フットボールリーグカップのAFCボーンマス戦でデビューしたが、トップチームでの出場はその1試合に留まり、1983年3月1日にフリートランスファーでV・ホワイトキャップスに移籍したが、北米でのプレーは再び短期間に終わっている。

#### ニューカッスル・ユナイテッド
移籍金なしで獲得できた可能性もあったが、1983年9月23日、移籍金15万ポンドで地元のニューカッスル・Uと契約した。溌剌として鋭敏で足元の技術があるベアズリーは、9月24日、オークウェルで行われたセカンドディヴィジョン・バーンリーFC戦 (1-1) でデビューした。10月19日、ニニアン・パークで行われたカーディフ・シティFC戦 (2-0) で初得点を挙げ、翌節のマンチェスター・シティFC戦で初めてセント・ジェームズ・パークの土を踏んだ。この試合でベアズリーはキャリア初のハットトリックを達成し、マンチェスター・Cを5-0で粉砕した。ベアズリーは得点やアシストで即座にサポーターの心をつかまえた。元イングランド代表であり、現役最終シーズンとなったケヴィン・キーガンとコンビを組み、1983-84シーズンはリーグ戦で20得点を挙げた。優勝したチェルシーFC、2位のシェフィールド・ウェンズデイFCに続く3位となってファーストディヴィジョン（1部）昇格に貢献した。ベアズリーはリヴァプールFCで飛躍したキーガン同様に順調なキャリアを歩み、キーガンはシーズン終了後に現役引退した。
初のファーストディヴィジョン挑戦となった1984-85シーズンはリーグ戦38試合に出場して17得点を挙げ、ニューカッスル・Uは昇格初年度で14位となった。1985-86シーズンはリーグ戦全試合（42試合）に出場して19得点を挙げた。ウェストハム・ユナイテッドFC戦では試合途中から急遽キーパーを務めたが、ポジションを最後尾に変えてから3点を許し、1-8で完敗した。シーズン序盤の好調さから、ニューカッスル・Uを優勝争いのダークホースと予想する識者がいたことはさておき、ニューカッスル・Uでは主要タイトル獲得を期待できず、ベアズリーはより成功を収めたクラブのターゲットとなった。1986-87シーズンは27試合に出場して11得点し、ニューカッスル・Uを順位表の中位（11位）に押し上げた。ニューカッスル・Uでは4シーズンで計61得点（全てリーグ戦）を挙げた。

#### リヴァプール
1987-88シーズン、国内記録となる190万ポンドの移籍金で、1987年7月14日にリヴァプールへの移籍が完了した。この12年後、マンチェスター・Uのアレックス・ファーガソン監督は自伝で、（マンチェスター・Uにはベアズリー）獲得の意思があったが、マクファールはオファーを断り、「300万ポンドのオファーを出さない限り（ベアズリーは）売らない」と言われたことを明らかにしている。1987年8月15日、ハイベリーで行われたシーズン開幕戦のアーセナルFC戦 (2-1) では、9分にベアズリー、バーンズ、オルドリッジの3者の連携からアーセナル守備陣を切り裂いてオルドリッジの得点を呼び込んだ。8月29日、ハイフィールド・ロードで行われたコヴェントリー・シティFC戦 (4-1) では83分に移籍後初得点を挙げた。1987-88シーズンにはクラブ最長タイのリーグ戦29試合連続無敗を達成し、リーグを席巻して優勝を果たした。しかし、FAカップ決勝ではウィンブルドンFCに0-1で敗れ、ダブル（リーグ戦とカップ戦の2冠）を阻止された。ウィンブルドンのローリー・サンチェスが試合唯一となる得点を挙げ、リヴァプールは後半にオルドリッジがPKを失敗して万事休した。リヴァプールでの初年度には、オルドリッジに次いでジョン・バーンズと並ぶチーム2位タイの15得点を挙げた。
1988-1989シーズンにはラッシュが複帰し、ラッシュは負傷のために14試合を欠場したが、ダルグリッシュ監督は4-3-3フォーメーションを採用し、ベアズリー、オルドリッジ、ラッシュのフォワード3人の共存を認めた。1989年4月にはヒルズボロの悲劇が起こって96人のリヴァプールサポーターが死去し、ベアズリーは病院を訪れて何人もの負傷者を見舞ったり、何人もの犠牲者の葬儀に出席したりした。1988-89シーズンのFAカップでは、ウェンブリー・スタジアムで行われた決勝でライバルのエヴァートンFCを3-2で破って優勝した。リーグ戦でも最終節を前にして2位のアーセナルに勝ち点3差（得失点差は4リード）を付けていたが、アンフィールドで行われたアーセナルとの直接対決ではロスタイムの失点で0-2と敗れ、得点数でアーセナルを下回って優勝を逃した。ベアズリーはリーグ戦で11得点を挙げた。
1989-90シーズン、4-4-2フォーメーションでラッシュと並ぶ形のフォワードに復帰した。29試合に出場して10得点を挙げ、クラブは2シーズンぶりにリーグ優勝したが、高額の移籍金でイスラエル代表のRonny Rosenthalが加入したことでシーズン終盤には出場機会が減少していた。
1990-91シーズン、1990年9月16日、4-0と大勝したマンチェスター・ユナイテッドとのノースウェスト・ダービーではハットトリックを達成し、翌週のマージーサイド・ダービーでは2得点を挙げた。11月17日にコヴェントリー・C戦 (1-0) で挙げた決勝点が、リヴァプールでのリーグ戦で決めた最後の得点となった。1991年1月にはデヴィッド・スピーディーが加入し、ベアズリーにはさらなる逆風が吹いた。1991年2月20日にグディソン・パークで行われたFAカップ5回戦再試合・エヴァートン戦では、リヴァプールにおける公式戦最後の得点を挙げたが、このマージーサイド・ダービーは4-4の引き分けに終わり、ケニー・ダルグリッシュ監督の辞任とグレアム・スーネス監督の就任につながった。この時点ではリーグ戦の首位を走っていたが、年明け後にはアーセナルに迫られ、最終的には北ロンドンのクラブが戴冠した。1991年夏、国内記録となる移籍金290万ポンドでディーン・ソーンダースが加入すると、同じくポジションを争うスピーディーが移籍したにもかかわらず、ベアズリーの出場機会はいっそう制限された。リヴァプールでは175試合に出場して59得点を挙げたが、その視野の広さ、狡猾さ、すべてのプレーがアンフィールドの忠実なサポーターに愛された。このため、2006年に公式ウェブサイト上で行われた、世界中の11万人以上のサポーターが10選手を選ぶ「コップ（リヴァプールFCサポーター）に衝撃を与えた100選手」という投票では19位にランクインした。

#### エヴァートン
1991年8月5日、30歳のベアズリーはマージーサイドのライバルであるエヴァートンFCに移籍した。移籍金は100万ポンド。エヴァートンはソーンダースの獲得を試みていたが、皮肉にもソーンダースがリヴァプールに移籍したことで、ベアズリー獲得に切り替えたのであった。ライバルクラブに移籍したことで、本来ならリヴァプールサポーターから反感を買うはずであったが、サポーターは満足な出場機会を与えられていなかったベアズリーに同情した。8月17日、シティ・グラウンドで行われたノッティンガム・フォレストFC戦 (1-2) でデビューした。ベアズリー在籍期間中のエヴァートンは順位表の中位以上の成績を残せなかったが、ベアズリーは青いユニフォームのクラブで順調に得点を重ねた。1991-92シーズンのマージーサイド・ダービーでも得点し、デヴィッド・ジョンソン (1951年生のサッカー選手)、ニック・バーンビーに次いで、ダービーにおいて両クラブで得点した経験のある3人目の選手となった。エヴァートンでの初年度はチーム内得点王となり、2シーズン目も躍動的な特質を示した。しかし、ピッチ外でのクラブは財政的な問題に悩まされ、古巣のニューカッスル・Uはエヴァートンに対して、32歳の選手に対する移籍金としては拒否しがたい150万ポンドのオファーを提示した。エヴァートンでは計95試合に出場して32得点を挙げた。

#### ニューカッスル・ユナイテッド復帰
1993年7月16日、かつて名コンビを組んだキーガンが監督を務めるニューカッスル・Uに6年ぶりに復帰した。移籍金は150万ポンド。ニューカッスル・Uは1992-93シーズンにファーストディヴィジョン（当時2部）で優勝してプレミアリーグ（1部）昇格を決めており、1993-94シーズンは3位となってUEFAカップ出場権を獲得した。ベアズリーは公式戦計25得点を挙げ、前線でコンビを組むアンディ・コールはクラブ記録となる公式戦計41得点を挙げた。さらにニューカッスル・Uで4年間プレーし、1995-96シーズンはプレミアリーグのタイトルをほとんど手中に収めたと思われたが、最終的にマンチェスター・Uにかっさらわれた。2度目の在籍期間中には157試合に出場して56得点を挙げており、最初の在籍期間と合わせるとニューカッスル・Uでは計321試合に出場して117得点を挙げた。2.74試合に1得点というなかなかの得点率を誇っているが、ベアズリーはゴールスコアラーというよりもパスの供給者とみなされており、とりわけ、アラン・シアラーが加入した1996-97シーズンにはミッドフィールダーに転向した。このニューカッスル・U在籍時がキャリアにおけるピークであるとされている。

#### 選手生活の晩年と引退
1997年8月18日、移籍金45万ポンドでボルトン・ワンダラーズFCに移籍した。1997-98シーズンは21試合に出場したが、プレミアリーグ残留を果たすことはできず、シーズン終了後にファーストディヴィジョン降格となった。その後はマンチェスター・シティFCにレンタル移籍して6試合に出場し、マンチェスターとリヴァプールの主要4クラブすべてでプレーした経験のある最初にして唯一の選手となった。移籍したフラムFCでは再びキーガン監督の下でプレーし、2度のレンタル移籍期間に28試合に出場した後に完全移籍を果たした。1998年にはフリートランスファーでサードディヴィジョン（4部相当）のハートリプール・ユナイテッドFCに移籍し、22試合に出場してフットボールリーグの地位維持に貢献した。オーストラリアのメルボルン・ナイツFCで2試合に出場した後、38歳で現役引退を表明した。20年間のプロ選手生活でリーグ戦659試合に出場して210得点を挙げ、公式戦通算では799試合に出場して238得点を挙げた。また、イングランドサッカー界における主要3タイトル（ファーストディヴィジョン/プレミアリーグ、FAカップ、FAコミュニティ・シールド）を全て獲得している。 

### 代表

#### 1986
1986年1月29日、カイロで行われたエジプト代表との親善試合 (4-0) でボビー・ロブソン監督率いるイングランド代表デビューした。その後、ニューカッスル・U在籍時にイングランド代表のレギュラーとなっているが、このエジプト戦は偶然にもベアズリーが「選手キャリアで最良のパートナー」と表現したゲーリー・リネカーとの途中交代であった。5月17日にロサンジェルスで行われたメキシコ代表との親善試合 (3-0) では、4試合目の出場で代表初得点を挙げた。同年夏にはメキシコで開催された1986 FIFAワールドカップの出場メンバーに選ばれた。同大会でイングランドは計7得点を挙げているが、このうち6点は得点王に輝いたリネカーの得点であり、残りの1点がパラグアイ戦 (3-0) で挙げたベアズリーの得点であった。イングランドはグループリーグの初戦と2戦目で無得点に終わったが、3戦目のポーランド戦は3-0で快勝した。ベアズリーは初めて先発出場し、スティーヴ・ホッジへの完璧なクロスがリネカーの2点目につながった。準々決勝のアルゼンチン戦では、ディエゴ・マラドーナの「5人抜き」ゴールの際に一人目に交わされた選手となった。

#### 1987-1990
1987年に移籍したリヴァプールFCでは控え降格も経験したが、イングランド代表ではポジションを維持し、UEFA欧州選手権1988と1990 FIFAワールドカップに出場した。1988年2月17日のイスラエルとの親善試合 (0-0) ではキャプテンの栄誉を与えられた。1990 FIFAワールドカップでのイングランドは決勝トーナメント1回戦のベルギー戦、準々決勝のカメルーン戦と延長の末に勝ち上がった。ドイツとの準決勝も延長戦に突入し、それでも決着がつかずにPK戦に持ち込まれると、ベアズリーは2人目のキッカーとしてPKを成功させたが、イングランドはスチュアート・ピアースとクリス・ワドルがPKを外し、1-1 (PK 3-4) で敗れた。

#### 1990-1996
1990年末、グレアム・テイラーが代表監督に監督が就任すると、代表が低調な成績であり、ベアズリーのクラブでの活躍にもかかわらず、代表には召集されなかった。この間ユーロではグループリーグで敗退に終わり、また1994 FIFAワールドカップ・ヨーロッパ予選でも予選敗退という結果に終わった。再びニューカッスル・Uに在籍していた1994年初頭、3年ぶりにイングランド代表に招集され、その後は1996年まで招集された。イングランド代表では59試合に出場して9得点しているほか、アリスバーリー・ユナイテッドFCとの非公式親善試合では4得点を挙げている。

## 指導者経歴
1999年初頭、イングランド代表のグレン・ホドル監督が解任されてハワード・ウィルキンソンが暫定監督に就任すると、ケヴィン・キーガンがホドルの正式な後任監督に就任するまでアシスタントコーチを務めた。その間にイングランドは1998 FIFAワールドカップ王者のフランス代表と旧ウェンブリー・スタジアムで対戦して敗れている。2003年にはニューカッスル・Uのふたりのユース選手を脅したとされ、プレミアリーグ機構の調査を受け、ユースコーチの職を離れた。
グレン・ローダーがクラブの正式監督に就任したため、ベアズリーは2006年にニューカッスル・Uを離れた。2007年、エヴァートンFCでのかつての恩師ハワード・ケンドール監督は「アイルランド共和国代表監督に就任してベアズリーをアシスタントコーチに置くことに興味を持っている」と述べた。2009年3月、ベアズリーは再びニューカッスル・Uのアカデミーの監督に就任し、何よりもまず若手ストライカーの育成に取り組んだ。2010年7月27日、スティーヴ・ストーンをアシスタントコーチに従え、ニューカッスル・Uのリザーブチーム監督に就任した。12月6日にはトップチームのクリス・ヒュートン監督が解任され、12月9日にアラン・パーデュー監督が就任するまでの3日間、暫定監督を務めた。

## タイトル
いずれも選手時代に獲得したタイトルである。

### クラブ
リヴァプールFC
- ファーストディヴィジョン優勝 : 1987-88, 1989-90
- FAカップ優勝 : 1989
- FAチャリティ・シールド優勝 : 1988, 1989, 1990

ニューカッスル・ユナイテッドFC
- プレミアリーグ準優勝 : 1987-88, 1989-90
- FAチャリティ・シールド準優勝 : 1996

### 代表
イングランド代表
- FIFAワールドカップ4位 : 1990
- ラウス・カップ[注釈 2]優勝 : 1986, 1988, 1989
- イングランド・チャレンジカップ優勝 : 1991
- アンブロ・カップ準優勝 : 1995

### 個人
- PFA年間ベストイレブン : 1990, 1994
- イングランドサッカー殿堂 : 2007